# المتحف الوطني في بوتان
المتحف الوطني في بوتان هو متحف ثقافي يقع في مدينة بارو غرب بوتان.

## التاريخ
أُسس المتحف عام 1968 في مبنى تا دزونغ القديم المُجدَّد، فوق رينبونغ دزونغ، تحت قيادة جلالة الملك جيغمي دورجي وانجتشوك، ثالث ملوك بوتان بالوراثة أُنشئت البنية التحتية اللازمة لاستضافة بعضٍ من أروع نماذج الفن البوتاني، بما في ذلك روائع التماثيل واللوحات البرونزية، كما شُيِّدت صالات عرض مناسبة لاستيعاب المجموعات الواسعة، وعُرضت الأعمال الفنية بأناقة على أسس علمية.
يضم المتحف الوطني اليوم أكثر من 3000 عمل فني بوتاني، تغطي أكثر من 1500 عام من التراث الثقافي البوتاني، وتمثل مقتنياته الغنية من التقاليد والتخصصات الإبداعية المتنوعة مزيجًا رائعًا بين الماضي والحاضر، وتُعد وجهة جذب رئيسية للزوار المحليين والأجانب.
يمكن إرجاع نشأة حركة المتاحف في بوتان إلى إنشاء الأديرة والمعابد بدءًا من بناء بارو كيتشو لاكهانغ وبومثانج جامباي لاكهانغ في القرن السابع الميلادي على يد الملك البوذي الثالث والثلاثين للتبت، سونغتسان جامبو.

## البناء
تم بناء المبنى التاريخي بارو تا دزونغ، الذي يضم المتحف الوطني لبوتان، في عام 1649 من قبل الحاكم الأول لوادي بارو، بونلوب تينزين دروكدرا الذي أصبح ثاني دروك ديسي (الرئيس الزمني لبوتان) وحكم البلاد من عام 1656 إلى عام 1658.،وكان أيضًا الأخ غير الشقيق لزابدرانج نجاوانج نامجيل.
اكتمل بناء تا دزونغ في عام 1651 وكان بمثابة موقع متقدم وبرج مراقبة للغزوات التبتية.